# 胡蒂斯科
49°23′47″N 24°49′54″E / 49.39639°N 24.83167°E
胡蒂斯科（羅馬化：Hutysko）是位於烏克蘭西南部的村莊，由特諾皮爾州特諾皮爾區的納拉伊夫市鎮負責管轄。該村始建於十八世紀，面積1.18平方公里，2014年人口125，人口密度每平方公里103.7人。